# Pittoniotis
Pittoniotis là một chi thực vật có hoa trong họ Thiến thảo (Rubiaceae).

## Loài
Chi Pittoniotis gồm các loài: